# Aenigmaticum ptilioides
Aenigmaticum ptilioides är en skalbaggsart som beskrevs av Matthews 1888. Aenigmaticum ptilioides ingår i släktet Aenigmaticum och familjen punktbaggar. Inga underarter finns listade i Catalogue of Life.